# جارای گوگ
جارای گوگ (به لاتین: Jaray Gewog) یک منطقهٔ مسکونی در بوتان است که در Lhuntse District واقع شده‌است.